# 三蕊楠
三蕊楠（学名：Endiandra coriacea）为樟科土楠属下的一个种。